# Пітер Тангарадж
Пітер Тангарадж (англ. Peter Thangaraj; 24 грудня 1935, Гайдарабад — 24 листопада 2008) — індійський футболіст, який грав на позиції воротаря. Відомий насамперед виступами у складі збірної Індії на низці міжнародних турнірів, зокрема на Азійських іграх 1962 року, де в складі збірної став переможцем турніру.

## Кар'єра футболіста
Народився Пітер Тангарадж у Гайдарабаді. Почав грати у футбол у місцевому клубі «Морнінг Стар Клаб», пізніше перейшов до клубу ФЮК з Секундерабада. У 1953 році його призвали до армії, де він грав у складі команди «Мадрас Реджіментал Сентр». Початково Тангарадж грав на позиції нападника, але пізніше перейшов на позицію воротаря, де його виступи були успішнішими. Виступи мадраської військової команди в той час були досить успішними, вона з 1955 до 1958 року підряд вигравала Кубок Дюранда. у 1960 році він був капітаном команди. яка виграла Трофей Сантоша — фактично головний турнір у країні до початку розіграшу Національної футбольної ліги. З 1960 року Тангарадж виступав за три найсильніші клуби Індії того часу, які базувалися в Калькутті — «Мохаммедан» (з 1960 до 1963 року, вдруге з 1971 до 1972 року), «Мохун Баган» (з 1963 до 1965 року) та «Іст Бенгал» (з 1965 до 1971 року). У цей час разом із командами двічі, у 1963 і 1965 роках, вигравав Трофей Сантоша, та ставав переможцем кількох інших тогочасних всеіндійських турнірів. за визначні спортивні успіхи в 1967 році Пітер Тангарадж нагороджений Премією Арджуни.

## Виступи за збірну
З 1955 року Пітер Тангарадж розпочав виступи у складі збірної Індії. У складі збірної він брав участь в Олімпійських іграх 1956 року, на яких індійська збірна зайняла високе четверте місце, що стало її найвищим успіхом на змаганнях найвищого рівня, та Олімпійських іграх 1960 року. Пітер Тангарадж захищав ворота збірної на Азійських іграх у 1958. 1962 та 1966 роках. У 1962 році індійська збірна виграла турнір Азійських ігор, що стало її найбільшим успіхом на турнірах континентального рівня. у 1964 році Тангарадж у складі збірної зайняв друге місце на Кубку Азії. У 1958 році він визнаний кращим воротарем Азії. У складі збірної Тангарадж грав до 1971 року.

## Після завершення кар'єри футболіста
Після завершення виступів на футбольних полях Пітер Тангарадж працював тренером.
Помер 24 листопада 2008 року в Бокаро.

## Титули і досягнення
- Переможець Азійських ігор: 1962
- Срібний призер Кубка Азії: 1964